# Rio Cinculeasa
O Rio Cinculeasa é um rio da Romênia, afluente do Olt, localizado no distrito de Olt.